# Утчине (Алчевський район)
Утчине (до 2025 — Уткине) — село в Україні, в Алчевській міській громаді Алчевського району Луганської області. Населення становить 213 осіб. До 2020 орган місцевого самоврядування — Селезнівська селищна рада.

## Історія
За даними на 1859 рік у власницькому селі Уткіне (Комендантське) Слов'яносербського повіту Катеринославської губернії мешкало 575 осіб (267 чоловіків та 308 жінок), налічувалось 69 дворових господарств.
Станом на 1886 рік в селі Адріанопільської волості мешкало 766 осіб, налічувалось 113 двори.
12 червня 2020 року, відповідно до Розпорядження Кабінету Міністрів України  № 717-р «Про визначення адміністративних центрів та затвердження територій територіальних громад Луганської області», увійшло до складу Алчевської міської громади.
19 липня 2020 року, в результаті адміністративно-територіальної реформи та ліквідації Перевальського району увійшло до складу Алчевського району.
05 червня 2025 року відповідно до Постанови Верховної Ради України № 4483-IX село Уткине було перейменовано на село Утчине. Постанова набула чинності 18 червня 2025 року.